# Василенко, Александр Борисович
Алекса́ндр Бори́сович Василе́нко (род. 21 октября 1948, Москва, РСФСР, СССР) — российский государственный, общественный и политический деятель. Депутат Государственной думы Федерального собрания Российской Федерации VI и VII созыва, член фракции «Единая Россия», член Комитета по экологии и охране окружающей среды. Доктор политических наук, кандидат философских наук.

## Биография
Родился в семье военнослужащего. Учился в ряде школ по месту службы отца. Аттестат о среднем образовании получил в городе Калинин.

### Образование
В 1971 году окончил Серпуховское высшее командное инженерное училище имени Ленинского комсомола (факультет летательных аппаратов и технологического оборудования). В 1991 году закончил адъюнктуру Военной академии им. Ф. Э. Дзержинского.
В 1992 получает степень кандидата философских наук, позднее защитил докторскую диссертацию «Российские нефтяные компании и политика в переходный период» на кафедре политической социологии Факультета государственного управления МГУ имени М. В. Ломоносова.

### Профессиональная деятельность
С 1971 по 1994 года проходил службу в Вооружённых силах СССР. С 1973 преподавал на кафедре общественных наук Военной академии имени Ф. Э. Дзержинского. Завершил службу в 1994 году в должности начальника кафедры общественных наук, в звании полковника.
В 1994 году перешёл на работу в ОАО «ЛУКОЙЛ», где принял активное участие в создании службы по работе с общественностью. Затем работал в должности начальника Департамента общественных связей ОАО «ЛУКОЙЛ». Начиная с 2008 года сотрудничает с РГУ нефти и газа имени Губкина в качестве приглашённого профессора, читает спецкурс политологии «Нефтяной фактор в мировой политике». Является академиком РАЕН, академиком Международной педагогической академии.
В период работы в компании ОАО «ЛУКОЙЛ» стал инициатором ряда направлений, имеющих большое значение для оптимизации работы по связям с общественностью. По его инициативе на предприятиях группы «ЛУКОЙЛ» были созданы службы общественных связей и корпоративные СМИ.

### Политическая и общественная деятельность
- Заместитель председателя комитета Государственной думы Федерального собрания Российской Федерации VI созыва по природным ресурсам, природопользованию и экологии
- Депутат Государственной думы Федерального собрания Российской Федерации VI созыва от Нижегородской области, фракция Единая Россия (с декабря 2011 года)
- Координатор депутатской группы по взаимодействию с парламентом Болгарии
- Член депутатской группы по взаимодействию с парламентом Канады
- Член депутатской группы по взаимодействию с парламентом Литвы

18 сентября 2016 года избран депутатом Государственной Думы VII созыва от партии «Единая Россия».

## Законотворческая деятельность
С 2011 по 2019 год, в течение исполнения полномочий депутата Государственной Думы VI и VII созывов, выступил соавтором 66 законодательных инициатив и поправок к проектам федеральных законов.

## Научная деятельность
Является автором ряда научных трудов, в том числе: «ПИАР крупных российских корпораций» (2002 год), «Соглашение о разделе продукции в России» (2002 год), книга «Предвестие эры нефти» (2003 год), написанная в соавторстве с президентом компании «ЛУКОЙЛ» Вагитом Алекперовым.

## Награды
- Награждён Орденом Святого благоверного князя Даниила Московского II и III степени.
- Награждён Орденом Святого преподобного Сергия Радонежского II и III степени.
- В 2007 году был награждён Орденом Дружбы.
- В 2012 году получил Премию Правительства Российской Федерации в области науки и техники.